# Börje Togner
Börje Togner, född 19 april 1926, död 16 mars 2017. Är en svensk före detta fotbollsspelare som spelade för Kalmar FF i allsvenskan under första halvan av 1950-talet. Efter avslutad allsvensk karriär gick Togner till Ljungbyholms Goif som spelade tränare.

## Spelstil
Togners spelstil karaktäriserades av att han var svårpasserad och placeringssäker samt hade ett bra tillslag på bollen.